# Baie-Obaoca
Baie-Obaoca est un territoire non organisé situé dans la municipalité régionale de comté de la Matawinie, dans la région administrative de Lanaudière, au Québec, au Canada.

## Toponymie
Son nom a été officialisé le 13 mars 1986 à la Banque des noms de lieux de la Commission de toponymie du Québec. Il tire son nom de la baie Obaoca, située à l'extrémité nord-ouest du lac Kempt (Matawinie).

## Géographie
Ce territoire non-organisé couvre une superficie de 1 278,22 km2. Ce territoire est entièrement un milieu forestier. La surface des plans d'eau est généralement gelée de novembre à avril.

## Démographie
| 2001 | 2006 | 2011 | 2016 |
| ---- | ---- | ---- | ---- |
| 0    | 0    | 0    | 0    |